# Leptocythere porcellanea
Leptocythere porcellanea is een mosselkreeftjessoort uit de familie van de Leptocytheridae. De wetenschappelijke naam van de soort is voor het eerst geldig gepubliceerd in 1869 door Brady.